# Base Aérea de San Isidro
La Base Aérea de San Isidro es una base aérea ubicada en San Isidro en República Dominicana. Esta base comenzó a funcionar el 23 de marzo de 1953 y está situado a 25 km al este de Santo Domingo. Fue nombrado Base Aérea Presidente Trujillo hasta 1961, cuando el nombre fue cambiado a San Isidro. La mayoría de las unidades, los aviones y helicópteros de la Fuerza Aérea Dominicana se basan allí. La pista de San Isidro también ha sido escenario de eventos de carreras de automóviles.
Dicha instalación fue utilizada por los estadounidenses y por la Organización de Estados Americanos como base principal de operaciones durante la ocupación estadounidense de la República Dominicana (1965-1966).

## Inauguración
La inauguración oficial de La Base Aérea de San Isidro, fue el 19 de marzo de 1953 dentro de las actividades de celebración de la batalla del 19 de marzo o batalla de Azua. Fue inaugurada por el entonces presidente Rafael Leónidas Trujillo Molina.

## Accidentes e incidentes
- Un T-34 Mentor se estrelló en la pista de aterrizaje momentos después de despegar, muriendo sus dos tripulantes.

- Un A-37 Dragonfly se estrelló durante una exhibición en 2001 mientras realizaba una maniobra invertida, muriendo sus tripulantes.

- En 2002, un Mig-15 se estrelló a 4 kilómetros de la pista de aterrizaje luego haber despegado, muriendo su tripulante.

- El 17 de mayo de 2016, el vuelo OCA422 (MD-83) aterrizó por error en la Base Aérea de San Isidro cuando se dirigía hacia el Aeropuerto Internacional Las Américas. Inmediatamente ocurrió el aterrizaje, se desplegaron varios equipos de reacción después de tener en control a la nave.